# Saltkällefjorden
Saltkällefjorden är en bifjord till Gullmarn i mellersta Bohuslän.
I Saltkällefjorden mynnar Taske å i småorten Saltkällan, samt Örekilsälven vid Munkedals hamn.
Saltkällefjorden mynnar i Gullmaren vid Gårvik, där också Färlevfjorden, en annan bifjord till Gullmaren, mynnar.